# Aztec (New Mexico)
Aztec ist eine Kleinstadt im Nordwesten des US-Bundesstaates New Mexico im San Juan County. Aztec hat 6378 Einwohner und eine Fläche von 25,4 km². Es liegt am Animas River und in der Nähe der so genannten Aztec Ruins. Die nächste größere Stadt ist Farmington. In Aztec befindet sich der Sitz der Countyverwaltung (County Seat) des San Juan Countys.

## Verkehr
Aztec besitzt mit dem Aztec Municipal Airport einen eigenen Flughafen.